# Provincia di Ilocos Sur
Ilocos Sur è una provincia della regione di Ilocos, nella parte occidentale dell'isola di Luzon, nel nord delle Filippine.
Il suo capoluogo è Vigan.

## Geografia fisica
Posta sulla costa occidentale della parte settentrionale dell'isola di Luzon, la provincia di Ilocos Sur è stretta tra il Mar Cinese Meridionale ad ovest e la catena montuosa della Cordillera ad est. A nord/nord-est confina con l'Ilocos Norte, ad est, procedendo verso sud, con Abra, Mountain Province e Benguet e a sud con La Union.
Il paesaggio di questa provincia è molto ondulato con una fascia costiera lunga e stretta e, procedendo verso l'interno, in rapida successione, colline e poi montagne che raggiungono altezze anche di 1.700 m s.l.m.

## Geografia antropica

### Suddivisioni amministrative
La provincia comprende 2 città e 32 municipalità.

#### Città
- Vigan
- Candon

#### Municipalità
| - Alilem - Banayoyo - Bantay - Burgos - Cabugao - Caoayan - Cervantes - Galimuyod - Gregorio del Pilar - Lidlidda - Magsingal - Nagbukel - Narvacan - Quirino - Salcedo - San Emilio | - San Esteban - San Ildefonso - San Juan - San Vicente - Santa - Santa Catalina - Santa Cruz - Santa Lucia - Santa Maria - Santiago - Santo Domingo - Sigay - Sinait - Sugpon - Suyo - Tagudin |

## Economia
Agricoltura, allevamento e pesca sono le voci principali dell'economia di questa provincia che comunque ha anche delle basi industriali con buone prospettive di sviluppo proprio a cominciare dalla prima lavorazione/trasformazione dei beni ottenuti dalle attività primarie. Nell'agricoltura va segnalato il tabacco, del quale è tra i maggiori produttori nazionali, quindi frumento, riso, legumi, aglio, cipolle e frutta.
È abbastanza sviluppata anche la produzione di mobili in legno e la crescita del turismo che può contare sulla bellezza delle spiagge come delle cascate e della natura selvaggia dell'interno, oltre che su un buon patrimonio artistico e culturale.